# Sector de pavé de Mons-en-Pévèle
El sector de pavé de Mons-en-Pévèle, també anomenat Pavé de la Croix Blanche et du Blocus en francès, es troba al municipi de Mons-en-Pévèle, regió dels Alts de França, nord de França. Té una longitud aproximada de 3.000 m i actualment presenta una dificultat classificada com a cinc estrelles, és a dir, la més alta.
És un dels sectors clau de la cursa ciclista París-Roubaix, sent un dels dos sectors de màxima dificultat situats en els últims 50 quilòmetres de la competició.
Es va recórrer per primera vegada durant l'edició de l'any 1978 i des de llavors sempre s'ha inclòs a la cursa, excepte l'any 2001. A més, durant les edicions de 1997, 2000, 2002 i 2003 només es va recórrer la primera part de 1.100 m.

## Descripció
Aquest sector està format per dues parts separades per un tram de carretera asfaltada de 100 m de longitud:
- el Pavé de la Croix Blanche, de 1.000 m de longitud;
- el Pavé du Blocus, de 1.900 m de longitud.

L'entrada al sector es troba a 53 m d'altitud sobre el nivell del mar i el final a 63 m. Comença amb un fals pla descendent durant 300 m (2% de pendent) (47 m d'altitud), després segueix un lleuger fals pla ascendent durant 800 m (altitud 50 m), on acaba la primera part. A continuació, es gira a la dreta 90°, després se segueix una part gairebé plana durant 800 m (48 m d'altitud), un altre gir a l'esquerra de 90° (difícil de fer perquè normalment està molt enfangat) i acaba amb un fals pla ascendent durant 1.100 m (altitud 64 m).

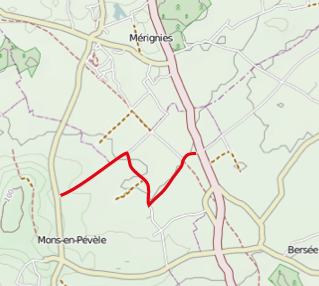
Recorregut

## Característiques
- Longitud : 3.000 m
- Dificultat :
- Sector n° 11 (abans de l'arribada)

## Galeria

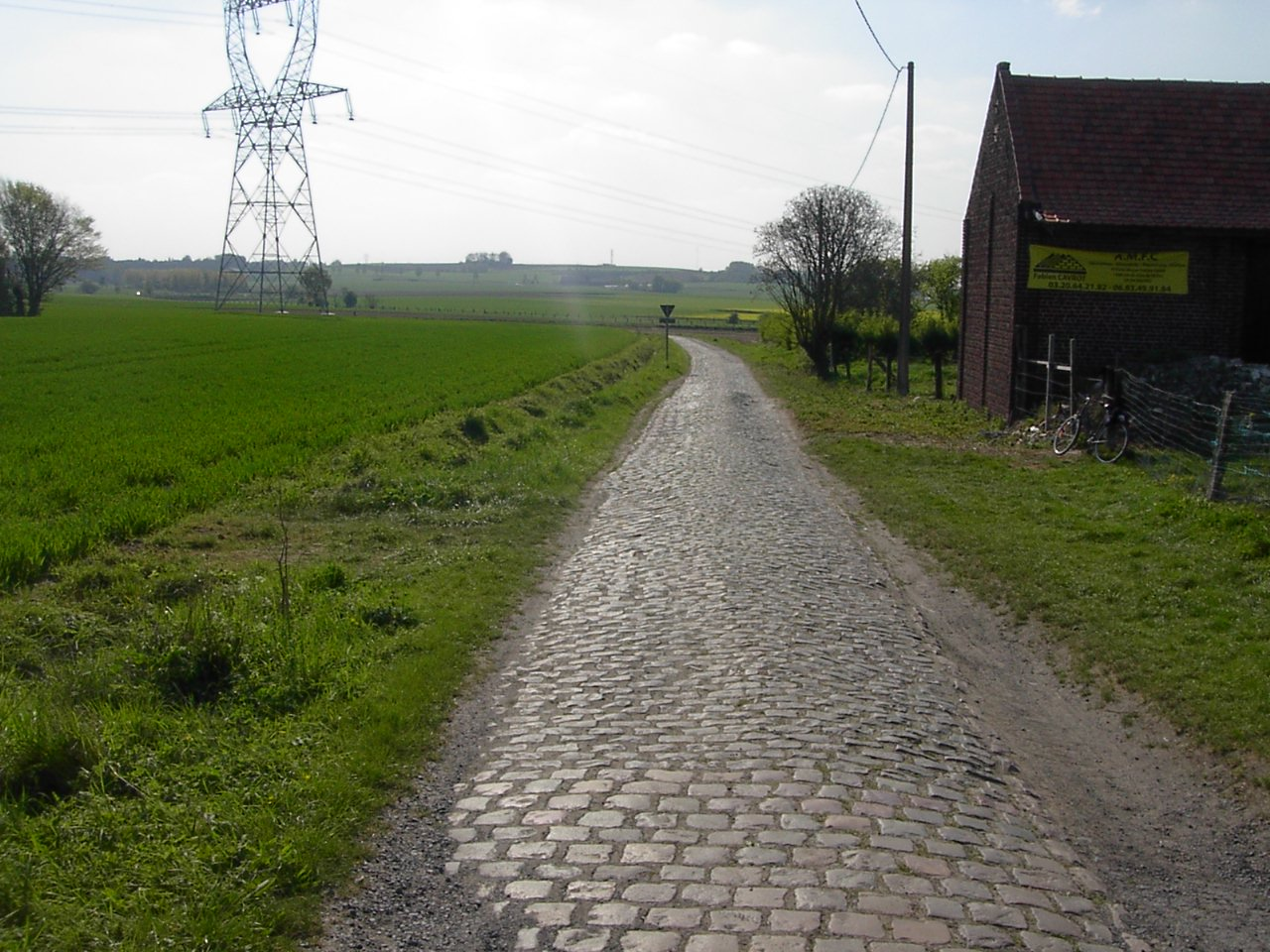
Entrada al sector
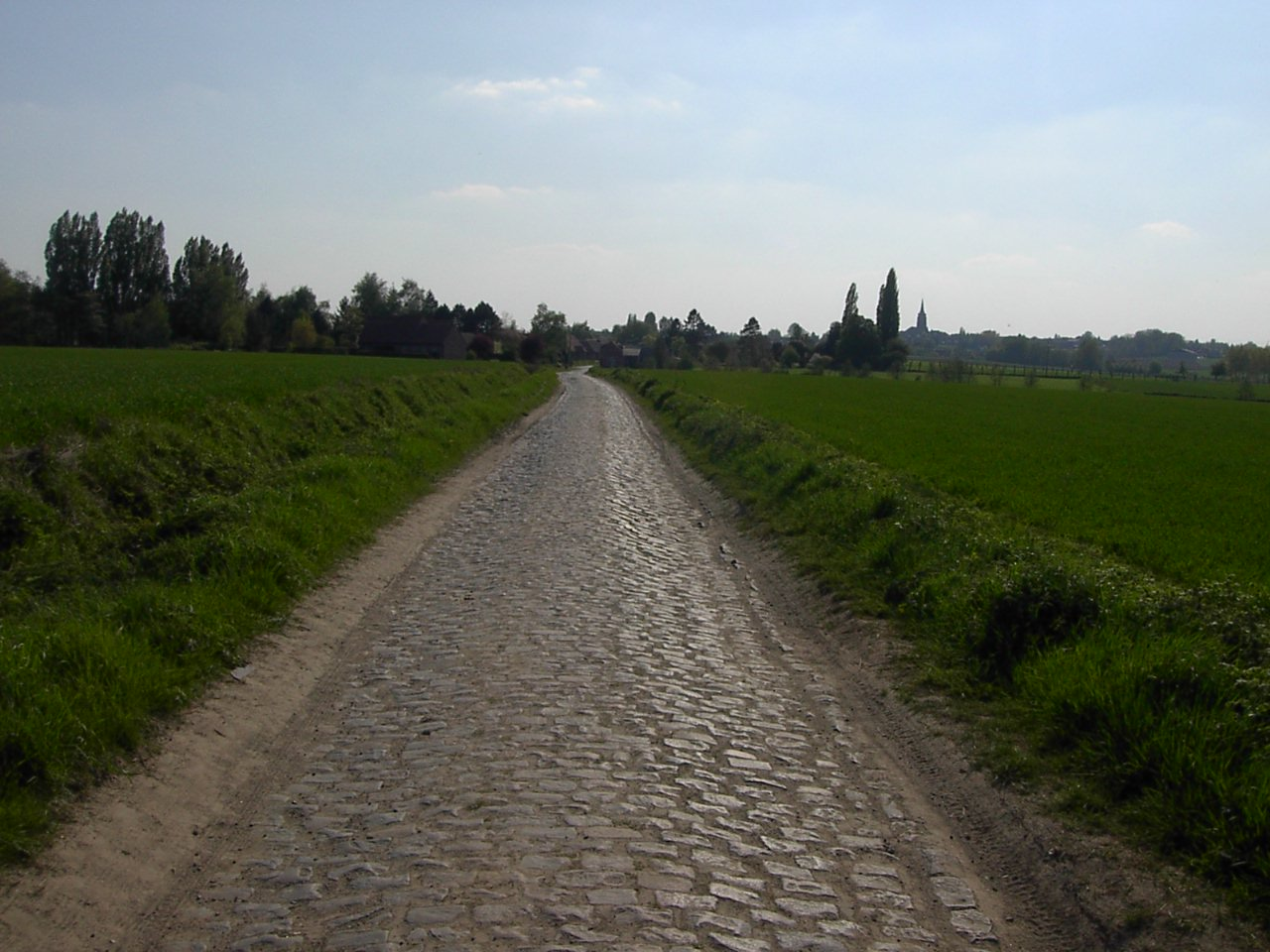
Fals pla descendent
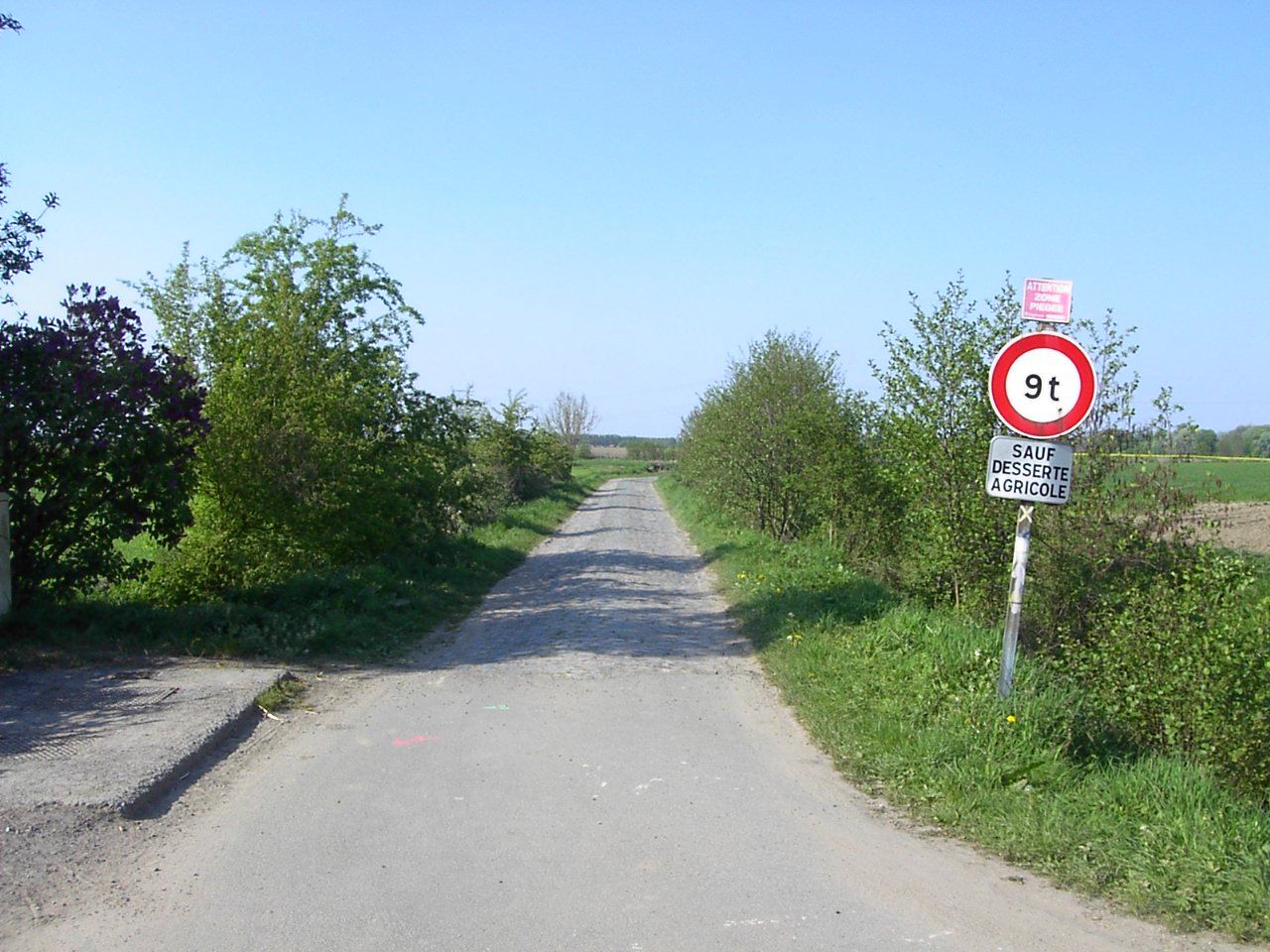
Inici de la segona part
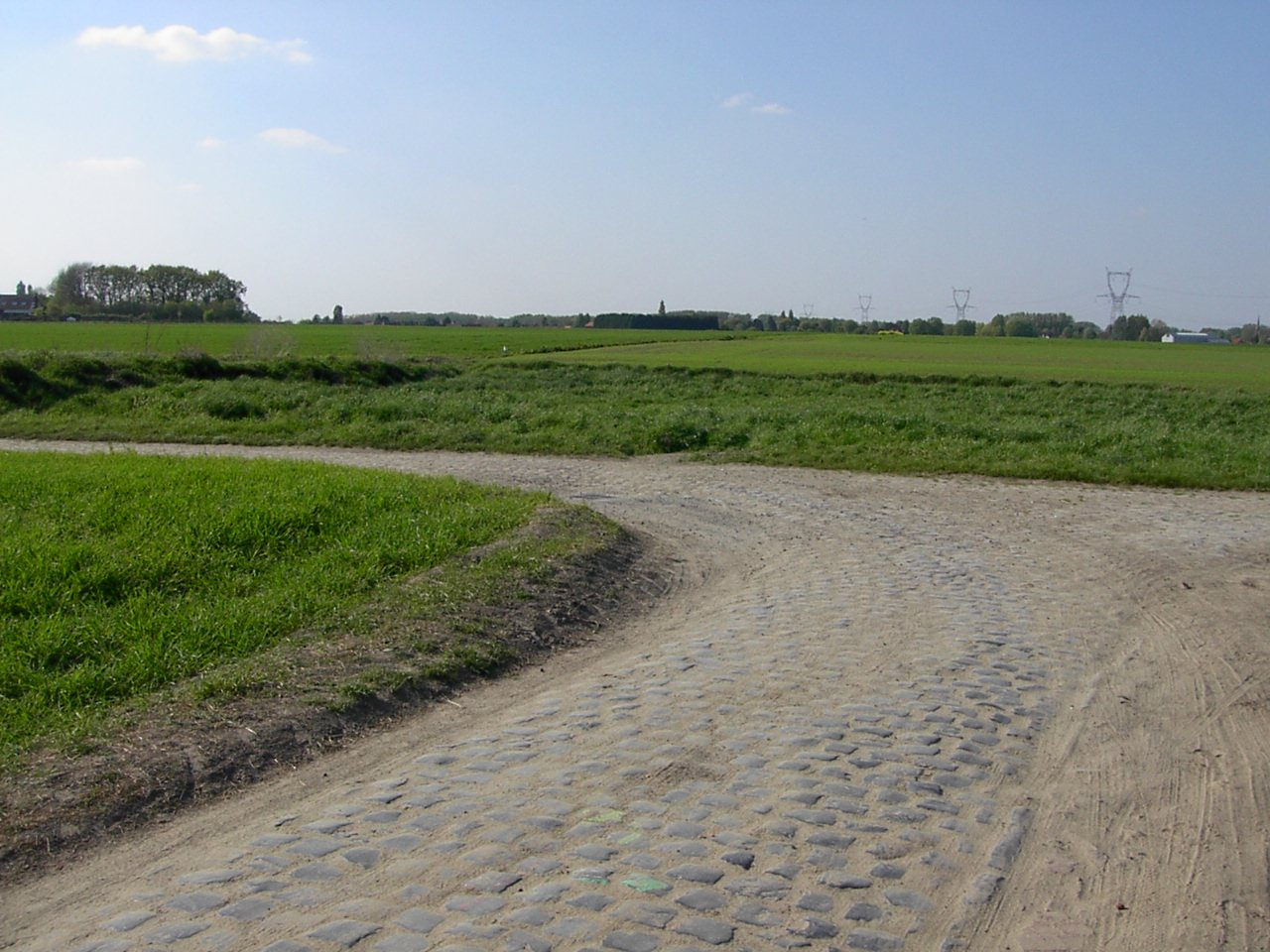
Gir a l'esquerra
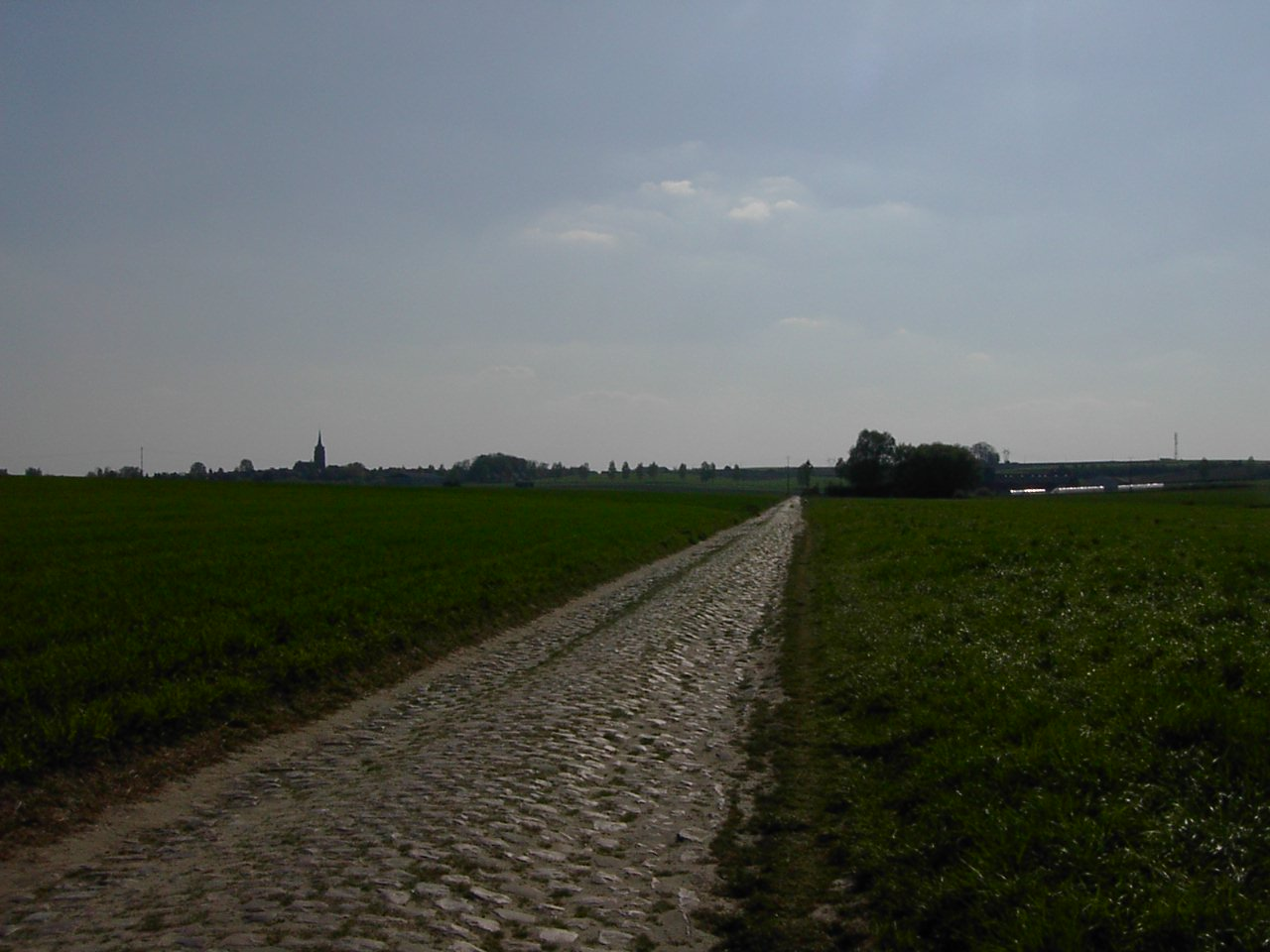
Fals pla ascendent
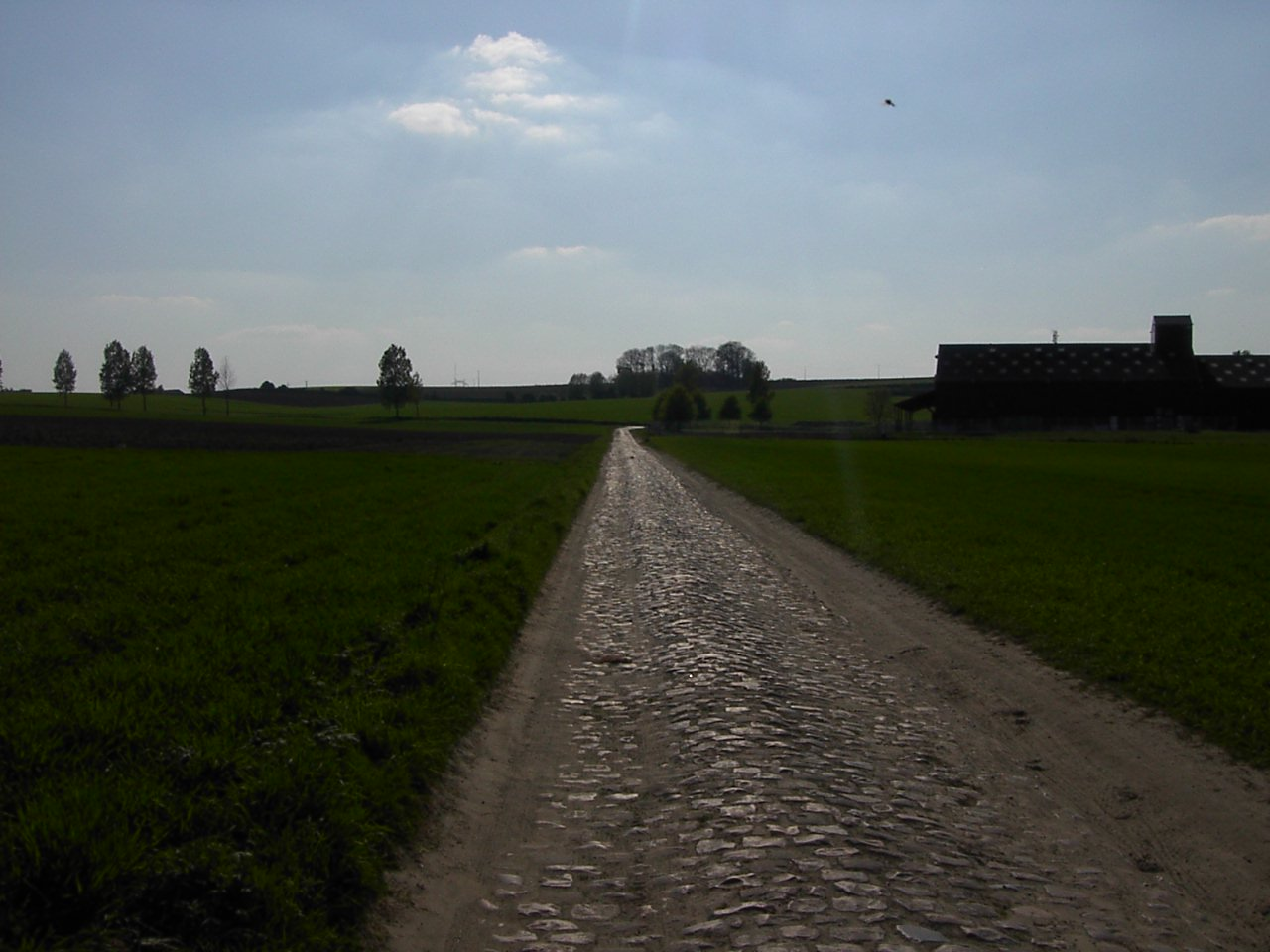
Final del sector